# Boppard
Boppard (tiếng Latinh: Baudobriga) là một đô thị ở huyện Rhein-Hunsrück bang Rheinland-Pfalz, phía tây nước Đức.

## Thành phố kết nghĩa
- Ome, Nhật Bản
- Amboise, Pháp
- Truro, Vương quốc Anh
- Keszthely, Hungary

## Notes and chú thích
1. ↑   Statistisches Landesamt Rheinland-Pfalz – Bevölkerungsstand 2020, Kreise, Gemeinden, Verbandsgemeinden (Hilfe dazu).